# Iwan Russijanow
Iwan Nikitycz Russijanow, ros. Иван Никитич Руссиянов (ur. 11 września?/24 września 1900 we wsi Szulcy w guberni smoleńskiej, zm. 21 marca 1984 w Moskwie) – radziecki wojskowy, generał porucznik gwardii, Rosjanin.

## Życiorys
Urodził się 24 września 1900 we wsi Szupły w obecnym rejonie smoleńskim obwodu smoleńskiego w Rosji, w rodzinie chłopskiej. Ukończył niepełną szkołę średnią. Od 1919 służył w Armii Czerwonej i walczył w wojnie domowej w Rosji, m.in. w składzie 16 Armii w walkach o Mińsk w 1919. Od 1921 należał do partii komunistycznej WKP(b). Po wojnie domowej, w 1925 ukończył szkołę piechoty, a w 1930 kursy „Wystrieł”. W latach 1932–1937 dowodził 10 pułkiem strzeleckim.
We wrześniu 1939, dowodząc 52 Dywizją Strzelecką w stopniu pułkownika uczestniczył w inwazji na wschodnie tereny Polski. Jego dywizja uczestniczyła w kilku potyczkach oraz przegranym boju pod Szackiem 28–29 września z polskim Korpusem Ochrony Pogranicza, w którym Russijanow został poważnie ranny odłamkiem w lewą rękę. Rękę udało się uratować, aczkolwiek pozostała mu jej ograniczona ruchomość. Po rekonwalescencji, w sierpniu 1940 Russijanow objął dowodzenie nad 100 Dywizją Strzelecką, stacjonującą pod Mińskiem, w stopniu generała majora. Na początku 1941 ukończył kurs doskonalący przy Akademii Wojskowej Sztabu Generalnego.
W chwili ataku Niemiec na ZSRR dowodził nadal 100 Dywizją Strzelecką w składzie 2 Korpusu Strzeleckiego Frontu Zachodniego, która odznaczyła się w bojach odwrotowych pod Mińskiem 26–30 czerwca 1941 przeciw oddziałom niemieckiego 39 Korpusu Pancernego. Następnie, w składzie 24 Armii Frontu Rezerwowego, 100 Dywizja odznaczyła się w bitwie pod Jelnią we wrześniu 1941, odbijając przejściowo miasto Jelnia w obwodzie smoleńskim. Za zasługi bojowe, 100 Dywizja przemianowana została 18 września 1941 na 1 Gwardyjską Dywizję Strzelecką.
W toku wojny, na bazie tej dywizji sformowano 1 Gwardyjski Korpus Zmechanizowany (w składzie 3 Gwardyjskiej Armii), w dalszym ciągu pod dowództwem Russijanowa, który awansował na stopień generała porucznika. Korpus walczył m.in. w operacjach donbaskiej i zaporoskiej Frontu Południowo-Zachodniego, a pod koniec wojny w marcu-kwietniu 1945 w operacji wiedeńskiej.
Po wojnie Russijanow w 1949 ukończył Akademię Wojskową Sztabu Generalnego. Był zastępcą dowódcy armii, pracował też w ministerstwie obrony ZSRR. Od 1953 przeniesiony do rezerwy.
21 lutego 1978 za męstwo i odwagę wykazane podczas wojny, został mu nadany tytuł Bohatera Związku Radzieckiego (medal Złota Gwiazda nr 11287).
Był odznaczony trzykrotnie Orderem Lenina, czterokrotnie Orderem Czerwonego Sztandaru, Orderem Kutuzowa 1 stopnia, Orderem Suworowa 2 stopnia i orderami zagranicznymi oraz medalami.
Był autorem wspomnień wojennych W bojach rożdiennaja... (В боях рожденная...), 1982.
Zmarł 21 marca 1984, został pochowany na Cmentarzu Kuncewskim w Moskwie.